# Partido Comunista Español
El Partido Comunista Español fue un partido político español fundado el 15 de abril de 1920 por los integrantes de la Federación de Juventudes Socialistas. Su órgano oficial fue El Comunista, continuador del antiguo diario Renovación (órgano oficial de la Federación de Juventudes Socialistas).

## Historia
Tras el Congreso Extraordinario del PSOE de 1919, por el cual aplazaban el ingreso del Partido en el Komintern, la Federación de Juventudes Socialistas decidía, en su V Congreso, escindirse del PSOE para adherirse a la Internacional Comunista y crear su sección española, transformando la Federación de Juventudes Socialistas en el nuevo Partido Comunista Español. Dada la juventud de sus promotores, fue conocido por sus primeros detractores como el «partido de los cien niños». Entre los fundadores de la formación comunista destacaron Ramón Merino Gracia, como secretario general, Juan Andrade —que se hizo cargo de la dirección del semanario El Comunista—, Luis Portela y Eduardo Ugarte, algunos de ellos procedentes del Grupo de Estudiantes Socialistas. Entre los adheridos figuraron el ginecólogo Ángel Sopeña e Ibáñez y Dolores Ibárruri (Pasionaria), que se unió a la escisión junto con la Agrupación Socialista de Somorrostro (Vizcaya).
Como partido adherido a la Internacional Comunista, el Partido Comunista Español participó en el II Congreso de la organización mundial, donde obtuvo un puesto en el Comité Ejecutivo del Komintern. En marzo de 1921 se celebró el I Congreso del Partido, que eligió a un Comité Central formado, entre otros, por Merino Gracia, Vicente Arroyo y Rafael Millá.
Tras la escisión del Partido Comunista Obrero Español del PSOE en abril de 1921 y su adhesión a la Tercera Internacional, los dos partidos comunistas (PCOE y Partido Comunista Español) iniciaron un proceso de integración a instancias de la Internacional Comunista que culminó en la llamada Conferencia de Fusión (7-14 de noviembre de 1921) y en la creación del Partido Comunista de España (PCE), como único referente de la III Internacional en España.